# پدرو آلوز دا سیلوا
پدرو آلوز دا سیلوا (به پرتغالی: Pedro Alves da Silva) مدافع اهل برزیل است که در شهر برازیلیا و در تاریخ ۲۵ آوریل ۱۹۸۱ به دنیا آمده‌است.
پدرو آلوز دا سیلوا در تیم‌های فوتبال پالمیراس سابقهٔ حضور دارد.